# ناحية الرحيبة
ناحية الرحيبة إحدى نواحي سوريا تتبع إداريّاً لمحافظة ريف دمشق منطقة القطيفة ومركزها بلدة الرحيبة، بلغ تعداد سكان الناحية 30,450 نسمة حسب التعداد السكاني لعام 2004.